# Janari Jõesaar
Janari Jõesaar (Tartu, Estonia, 8 de diciembre de 1993) es un jugador estonio de baloncesto. Mide 1,98 metros de altura y ocupa la posición de escolta. Pertenece a la plantilla del Dziki Warszawa de la Polska Liga Koszykówki, la primera categoría del baloncesto polaco.

## Trayectoria
Natural de Tartu, es un escolta que también puede jugar de alero, que completó su formación tanto en la Sunrise Christian Academy High School de Wichita (Kansas), como en la NCAA, donde defendió los colores de Ole Miss Rebels (2013–2014) y Texas–Pan American Broncs (2014–2015), donde promedió 16,9 puntos por encuentro.
Tras no ser drafteado en 2015, debutó como profesional en su país de origen en las filas del Rapla KK. Más tarde, formaría parte de los mejores equipos de la Alexela Korvpalli Meistriliiga, BC Rakvere Tarvas (2015-2016), Tartu Ülikool/Rock (2016-2017) y Kalev/Cramo.
En las filas del BC Kalev Cramo de Tallin jugó durante dos temporadas y con números en la temporada 2018-19, de 8'9 puntos, 5'8 rebotes, 1'2 asistencias y 13'3 de valoración en la VTB League.
En febrero de 2019, firma por Iberostar Tenerife para cubrir la salida de Thaddeus McFadden.
Durante la temporada 2019-20, el alero letón promedió 11,5 puntos y 6,4 rebotes en el BC Kalev/Cramo.
El 11 de junio de 2020 se hace oficial su fichaje por el BAXI Manresa de la Liga ACB por una temporada.
En la temporada 2021-22, firma por el Medi Bayreuth de la Basketball Bundesliga, la primera categoría del baloncesto alemán.
En la temporada 2022-23, firma por el Anwil Włocławek de la Polska Liga Koszykówki, la primera categoría del baloncesto polaco.
El 24 de junio de 2024 firmó con el Dziki Warszawa, también de la Liga Polaca (PLK).

## Selección nacional
Es internacional con la selección de Estonia. En 2019 disputó las ventanas de clasificación para el Mundial con números de 5'2 puntos, 5'4 rebotes, 1'6 asistencias, 1'4 robos y 9'6 de valoración, destacando especialmente contra Georgia y Serbia con 21 y 16 créditos respectivamente,  en choques correspondientes a la fase de clasificación para la Copa del Mundo de China 2019.
En septiembre de 2022 disputó con el combinado absoluto estonio el EuroBasket 2022, finalizando en decimonovena posición.